# Șin Bet
Agenția de Securitate a Israelului (ebraică: שירות הביטחון הכללי Sherut ha-Bitaẖon haKlali „Serviciul de Securitate Generală”; arabă جهاز الأمن العام), mai cunoscut după acronimele Shabak (ebraică: שב״כ) sau Shin Bet (o abreviere de două litere a numelui în ebraică), este serviciul de securitate internă al Israelului. Motto-ul său este „Magen veLo Yera'e” (מגן ולא יראה‎, ad litteram, „Apărătorul care nu va fi văzut” sau „Scutul nevăzut”). Este una din cele trei agenții principale ale comunității de informații din Israel, alături de Departamentul Informațiilor Militare Aman (serviciul de informații al armatei) și Mossad (serviciul de informații externe).

## Organizarea
Se presupune că Șabak are trei departamente operaționale:
- Departamentul afacerilor arabe: răspunde de antiterorism în Israel, Cisiordania și Fâșia Gaza.
- Departamentul afacerilor non-arabe: are atribuții în legătură cu problemele de securitate care nu au legătură cu arabii și de cooperarea cu agențiile de securitate străine.
- Departamentul de protecție: are atribuții legate de protecția demnitarilor și a clădirilor importante ca ambasadele, aeroporturile, centrele de cercetare etc.

Unitatea de luptă împotriva terorismului, Yamas, este direct subordonată Șin Bet.
Deși este o agenție de securitate, Șin Bet nu face parte din Ministerul Apărării din Israel și șefii săi sunt subordonați prim-ministrului Israelului. 

## Atribuții
Atribuțiile agenției sunt apărarea securității statului, identificarea grupărilor teroriste, interogarea suspecților de terorism, furnizarea de informații pentru operațiile antiteroriste din West Bank și Fâșia Gaza, contraspionajul, protecția demnitarilor, paza infrastructurii și a clădirilor guvernamentale, asigurarea securității companiilor aeriene israeliene și a ambasadelor Israelului din străinătate.

## Istoric
După declarația de independență din 1948, Șin Bet a fost înființat ca departament în cadrul Armatei Israeliene, condus de Isser Harel (același care, mai târziu, a condus Mossad-ul). Subordonarea Șin Bet a fost schimbată ulterior, acesta trecând în subordinea prim-ministrului. În timpul războiului arabo-israelian din 1948, atribuțiile Șin Bet s-au raportat numai la afacerile interne. În februarie 1949 (cu puțin timp înainte de sfârșitul războoiului), atribuțiile sale au fost extinse pentru a cuprinde și contraspionajul.
Unul din succesele Șin Bet a fost obținerea unei copii a discursului lui Hrușciov din 1956, în care acesta l-a denunțat pe Stalin. O ediție în limba poloneză a discursului a fost predată Ambasadei Israelului din Polonia de logodnicul secretarei unui membru al partidului comunist. Guvernul israelian a decis să comunice informația Statelor Unite ale Americii, care a publicat-o cu aprobarea israelienilor.  Totuși, într-un studiu publicat în 2013, Matitiahu Mayzel apreciază povestea ca neadevărată, susținând că discursul a fost transmis în vest din mai multe surse, inclusiv agențiile politice și de informații sovietice.
O realizare notabilă în materie de contraspionaj a fost capturarea lui Israel Beer, spion sovietic. Beer a fost locotenent colonel în rezervă, expert în probleme de securitate și prieten apropiat al lui Ben Gurion, ceea ce i-a permis să pătrundă în cercuri înalte din Israel. Beer a fost judecat și condamnat la 10 ani de închisoare (pedeapsa a fost extinsă de Curtea Supremă la 15 ani). A murit în închisoare. Cu un an înainte, Kurt Sitte, un creștin de origine germană din Sudetenland, profesor la Technion, a fost dovedit ca fiind spion cehoslovac.

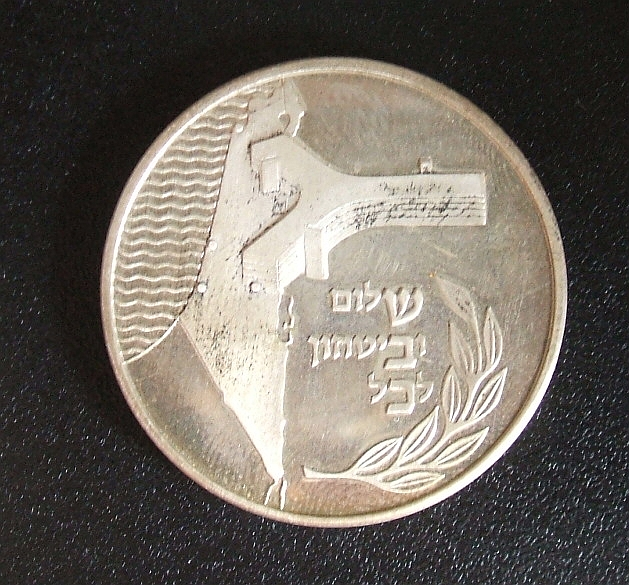
Medalie primită de angajații Șin Bet la a 40-a aniversare a Statului Israel, 1988

În 1967, un agent dublu, egiptean și israelian, Rif'at al Gamal/Jacques Bitton, a dat Egiptului informații false cu privire la planul de bătălie israelian, susținând că luptele vor începe cu operațiuni terestre. Ca urmare, egiptenii și-au lăsat avioanele la sol, pe pistele aeroporturilor, ceea ce a permis Forțelor Aeriene Israeliene ca, în trei ore de la declanșarea războiului de șase zile să distrugă flota aeriană a Egiptului. Operațiunea Yated, cum a fost denumită ulterior, este considerată ca fiind cea mai reușită operațiune de dezinformare din istoria serviciilor de informații israeliene, la egalitate cu operațiunea Mincemeat a britanicilor din Al Doilea Război Mondial.
După război, monitorizarea activităților teroriste din Cisiordania și Fâșia Gaza au ocupat cea mai mare parte a activității Șin Bet. În perioada 1984-1986, Șin Bet a trecut printr-o criză majoră în urma unui atac terorist, în care patru palestinieni au luat ostatici pasagerii dintr-un autobuz. Doi dintre teroriști au fost uciși într-un schimb de focuri, iar alți doi au fost uciși la scurt timp după ce s-au predat și erau deja reținuți de ofițerii Șin Bet. Unii ofițeri din Șin Bet au încercat să mușamalieze uciderea celor doi teroriști care se predaseră și au conspirat pentru a da vina pe un ofițer superior din Armata Israeliană. Ca urmare a scandalului, șeful Șin Bet de la acel moment, Avraham Shalom, a fost nevoit să demisioneze.
O comisie a fost instituită în 1987, Comisia Landau, pentru a investiga metodele de interogare a persoanelor folosite de Șin Bet. Comisia a criticat agenția și a stabilit reguli pentru formele de constrângere fizică pe care Șin Bet o poate utiliza împotriva persoanelor reținute. Printre practicile autorizate erau: „ținerea prizonierilor în poziții inconfortabile, care creează durere, acoperirea capului cu saci murdari și urât misrositori și privarea de somn”. Grupuri care militează pentru respectarea drepturilor omului din Israel au susținut că aceste metode sunt metode de tortură. Un raport oficial din 1995, întocmit de Miriam Ben-Porat, publicat în 2000, a arătat că, de regulă, Șin Bet a depășit cu mult limitele „constrângerii fizice moderate” autorizate de Comisia Landau. În raport, Israelul a admis pentru prima dată că deținuții palestinieni au fost torturați în timpul primei Intifade, care a avut loc între 1988 și 1992.
În 1995, Șin Bet nu a reușit să îl protejeze pe prim-ministrul Ițzak Rabin, care a fost asasinat de radicalul de extremă drepata Yigal Amir. Șin Bet descoperise planurile asasinului Igal Amir, un agent fusese trimis să-l supravegheze, dar agentul a raportat că Amir nu constituie o amenințare. După asasinat, directorul Șin Bet, Carmi Gillon, a demisionat. Ulterior, Comisia Shamgar a evidențiat vulnerabilitățile unității de protecție a demnitarilor. Un alt motiv de critică a fost comportamentul provocator pe care Avishai Raviv, un informator al secției evreiești din Șin Bet, l-a avut în perioada imediat anterioară asasinatului. Raviv a fost judecat pentru instigarea lui Yigal Amir la uciderea prim-ministrului și a fost achitat.
La câteva luni de la asasinarea lui Rabin, Yahya Ayyash, șeful Hamas responsabil cu fabricarea bombelor, a fost asasinat ca urmare a unei operațiuni speciale, prin explodarea unui telefon mobil în care fusese amplasat expozibil.
Gillon a fost înlocuit de Ami Ayalon, amiral în Forțele Navale Israeliene. Acesta a refăcut moralul angajaților după scandalul asasinării lui Rabin și a reabilitat imaginea publică a instituției.
În 2000, la conducerea agenției a venit Avi Dichter, un fost luptător în Sayeret Matkal și un agent Șin Bet experimentat, care a întărit cooperarea cu Armata Israeliană și cu Poliția Israeliană. Dichter era la conducerea agenției când a izbucnit intifada al-Aqsa. A făcut ca Șin Bet să fie un jucător important în războiul împotriva terorismului după ce negocierile de la Camp David, din 2000, au eșuat.
În noiembrie 2003, patru foști șefi ai Șin Bet, Avraham Shalom, Yaakov Peri, Carmi Gillon și Ami Ayalon, au cerut guvernului israelian să ajungă la un acord de pace cu palestinienii.
În mai 2005, Dichter a fost înlocuit de Yuval Diskin, care a fost în funcție până în 2011. 
În 2011, Yoram Cohen a fost numit șef al Șin Bet și a exercitat funcția până în 2016.
În 2016, Nadav Argaman a fost numit șef al agenției și a condus-o între 8 mai 2016-octombrie 2021, când funcția a fost preluată de Ronen Bar. 

### Controlul
Fostul director adjunct Barak Ben-Zur a spus că, din 1948 (sau, mai precis, din 1957), agenția a fost sub controlul Knesset-ului în ceea ce privește bugetul. În mai 2002, Șin Bet a fost pusă sub controlul Comisiei pentru afaceri externe și securitate a Knesset-ului, care poate investiga dacă agenția funcționează în limite constituționale și legale. Comisia pentru lege și justiție este, de asemenea, implicată în acest control parlamentar. Activitățile Șin Bet sunt aprobate de consilierul pe probleme juridice din guvern, ministerul securității politice primește rapoarte direct de la directorul agenției, iar persoanele afalte în detenție pot formula plângeri.

## Culegerea informațiilor, metode de interogare și tortură
Șin Bet obține informații și din interogarea suspecților, ceea ce a produs de mai multe ori îngrijorare cu privire la metodele folosite în cursul interogatoriilor. În 1987, după reclamații referitoare la folosirea excesivă a forței, Comisia Landau a elaborat liniile directoare pentru ceea ce înseamnă „constrângerea fizică moderată” atunci când constrângerea fizică este necesară. În 1994, Miriam Ben-Porat  (Controlorul Statului -  instituție specifică Statului Israel, are atribuții asemănătoare cu cele pe care la noi le au Avocatul Poporului și Curtea de Conturi) a dovedit că aceste reguli au fost încălcate și șefii agenției nu au prevenit aceste încălcări.
În 1999, Curtea Supremă a Israelului a judecat câteva acțiuni formulate împotriva metodelor utilizate de Șin Bet, printre care: (1) scuturarea repetată și în forță a toracelui suspectului, într-o manieră care a dus la mișcarea rapidă a gâtului și a capului suspectului, (2) ținerea suspectului într-o anumită poziție pentru o perioadă lungă de timp, (3) „ghemuirea broască”, ghemuiri consecutive, periodice, efectuate pe vârful picioarelor și alte astfel de metode. Curtea a hotărât că Șin Bet nu avea autoritatea, nici măcar cu justificarea necesității, de a folosi astfel de metode. Această hotărâre constituie un punct de reper împotriva utilizării torturii asupra deținuților de origine palestiniană suspectați de terorism.
Șin Bet susține că în prezent nu utilizează decât mijloace psihologice, deși organizațiile B'Tselem și Amnesty International au continuat să acuze agenția de utilizare a metodelor care constituie tortură conform convențiilor internaționale.
În 2015, fundația Medicii pentru Drepturile Omului–Israel a susținut că numărul plângerilor împotriva Șin Bet este de patru ori mai mare decât în 2012 și că, în ultimii ani, din 850 de plângeri împotriva Șin Bet, pentru tortură, niciuna nu a fost investigată. De asemenea a susținut că nu există un sistem de proceduri judiciare împotriva agențiilor de securitate.
Shabak a colaborat cu Forțele Aeriene Israeliene în operațiuni care au urmărit asasinarea comandanților militari și a liderilor facțiunilor palestiniene militante din Hamas, Jihadul Islamic, Brigăzile de martiri Al-Aqsa și Fatah. Aceste asasinate au fost de regulă executate cu elicoptere de atac. Comandanții din cadrul Forțelor Aeriene Israeliene și agenții Șin Bet au stat împreună în centrul de comandă pentru a monitoriza operațiunile. Sarcina Șin Bet a fost aceea de a furniza informațiile necesare cu privire la locul unde se va afla ținta și la ce moment. De asemenea, după ce drona Forțelor Aeriene Israeliene a trimis informații de la locul atacului, Șin Bet a trebuit să verifice dacă persoanele prezente în locul unde urma să fie executat atacul erau într-adevăr țintele urmărite.

### Rețineri
Salah Haj Yihyeh, un palestinian care conduce clinici mobile pentru organizația Physicians for Human Rights, a fost reținut pentru a fi interogat de Șin Bet. În cursul interogatoriului, Yinyeh a răspuns la întrebări despre organizație: bugetul asociației, cine îi sunt donatorii și detalii despre alți angajați ai fundației. Conducerea fundației Physicians for Human Rights i-a adresat o scrisoare lui Yuval Diskin, directorul Șin Bet de la acel moment, în care a invocat „încălcarea unei linii roșii într-o democrație”. Scrisoarea a arătat că, din moment ce singurul motiv pentru care angajatul fundației a fost reținut a fost acela de a-l speria, tactica folosită este inacceptabilă și nelegală.
Ziaristul palestinian Mohammed Omer a fost reținut în iulie 2008 de Șin Bet. Omer spune că, după ce a aterizat venind de la Londra, a fost luat deoparte de un agent Șin Bet. Conform ziarului Democracy Now!, Omer a fost interogat, a fost percheziționat corporal și apoi a fost bătut de opt agenți Șin Bet înarmați. Omer a suferit multiple răni și a fost spitalizat timp de o săptămână.
Guvernul israelian a respins repede pretențiile lui Omer, invocând inconsecvențe în afirmațiile sale, și a susținut că aceste investigații sunt strict reglementate.

## Prezența publică
În trecut, angajații Șin Bet erau considerați anonimi și invizibili în societatea israeliană. În prezent, cei care ajung în funcții înalte în cadrul serviciului, în special directorul, sunt candidați potriviți pentru conducerea unor instituții guvernamentale sau a unor companii private. Poate fi considerată o tendință începută de foștii generali și colonei ai Armatei Israelului, printre care se numără Moshe Dayan, Ariel Sharon și Yitzhak Rabin. În Șabak și Mossad, tendința a apărut mult mai târziu (la mijlocul anilor 1990), deși Isser Harel (care a fost șeful ambelor servicii) și Meir Amit de la Mossad au fost parlamentari.
În 2007, Șin Bet a lansat primul său program de recrutare publică, lansând un nou website și cumpărând reclame online în Israel și în străinătate, într-o campanie menită să atragă programatori pentru divizia IT. Pe 18 martie 2008, Șin Bet a anunțat că website-ul său va avea și un blog, în care patru dintre agenții săi, anonimi, vor povesti cum au fost recrutați și ce lucrează și vor răspunde la întrebările publicului. Conform susținerilor ofițerilor Șin Bet, website-ul și blogul au ca rol promovarea unei imagini publice pozitive și accesibile pentru agenție, care mult timp a fost asociată cu „activități ascunse și violente”.
În 2012, șase foști șefi ai Șin Bet, Shalom, Peri, Gillion, Dichter și Diskin au apărut în filmul documentar The Gatekeepers și au vorbit despre cele mai importante evenimente din mandatul fiecăruia. 

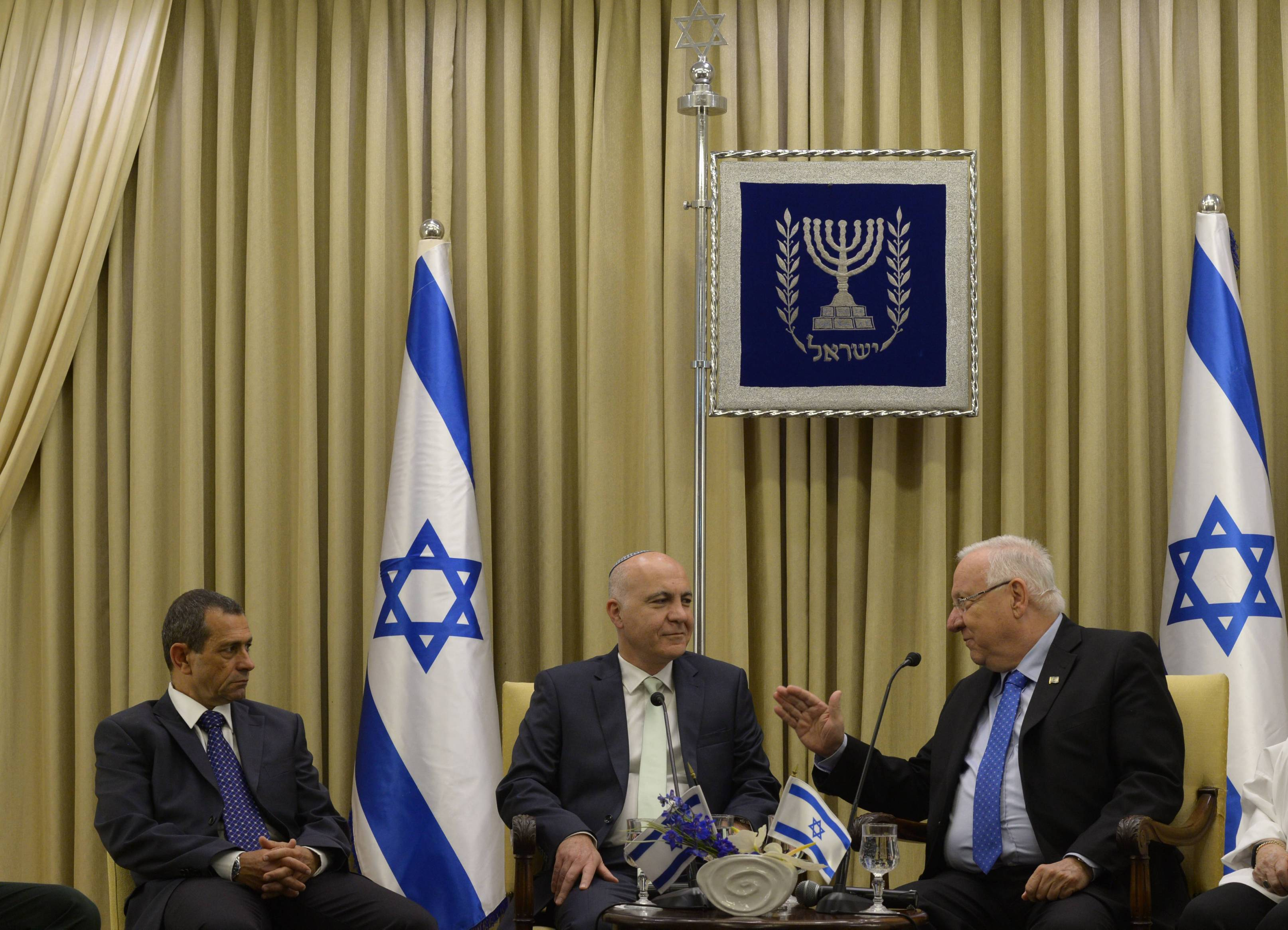
Reuven Rivlin, președintele Statului Israel, cu Yoram Cohen fostul director al Șin Bet și Nadav Argaman, noul director, mai 2016

## Directorii Șin Bet
- Isser Harel (1948–1952)
- Izi Dorot (1952–1953)
- Amos Manor (1953–1963)
- Yossef Harmelin (1964–1974)
- Avraham Ahituv (1974–1981)
- Avraham Shalom (1981–1986)
- Yossef Harmelin (1986–1988)
- Yaakov Peri (1988–1994)
- Carmi Gillon (1995–1996)
- Ami Ayalon (1996–2000)
- Avi Dichter (2000–2005)
- Yuval Diskin (2005–2011)
- Yoram Cohen (2011–2016)
- Nadav Argaman (2016–2021)
- Ronen Bar - (2021 până în prezent)